# 溫莎 (喬治亞州)
溫莎（英語：Windsor）是位於美國喬治亞州沃爾頓縣的一個非建制地區。該地的面積和人口皆未知。

## 地理
溫莎的座標為33°52′48″N 83°50′30″W / 33.88000°N 83.84167°W，而該地的平均海拔高度為271米（即889英尺）。